# 辣椒仔
辣椒仔，中國大陸及香港稱辣椒仔，是一个美國路易斯安那州艾弗里岛（Avery Island）McIlhenny公司的註冊商標品牌。其主要以塔巴斯科辣椒（亦即是墨西哥塔巴斯科州變種的小米辣）作為原料加工製成辣椒醬，味道擁有獨特的塔巴斯科香辣風味。

## 歷史
1840年代，出生於美國馬利蘭州的銀行家艾德蒙·麦克汉尼移居到南部的路易斯安那州的艾弗黑島。他將從墨西哥及中美洲地區帶來的塔巴斯科辣椒種子在家園培植，再配以島上獨有的礦物鹽和天然白醋製成辣椒醬汁。最初他以將辣椒汁注入廢棄的古龍水樽，分派給家族親戚和朋友，經過不斷的實踐，於1868年麥克漢尼公司（McIlhenny Company）創製出辣椒仔的品牌，他訂購了千個全新的古龍水樽作為辣椒醬汁的盛器，翌年他開始以每瓶1美元的批發價賣給墨西哥灣沿岸地區的菜市場，重點於新奧爾良傾銷。
1870年艾德蒙·麥克漢尼的辣椒醬汁獲得註冊專利，以（意为塔巴斯科（辣椒）醬）作為品牌名稱。
期後艾德蒙·麥克漢尼於1890年逝世，其長子約翰·艾弗里·麥克漢尼繼承並擴充業務，將生產製汁工序現代化。可是幾年後，約翰因美西戰爭爆發而加入西奧多·羅斯福的志願騎兵團（即莽騎兵）而辭任。
第三任掌舵人是約翰的弟弟——艾活·艾弗里·麥克漢尼。這位剛從北極探險回來，自我學成的博物學家，接手家族生意，並不斷地擴展現代化業務，直到1949年他離世為止。
繼任者沃爾特·斯托弗·麥克漢尼曾於第二次世界大戰在美國海軍陸戰隊服役，1946年返回公司，並在1949年繼承了他叔父艾活·艾弗里·麥克漢尼，成為麥克漢尼公司的總裁。在他任職接近四十年的歲月，除了繼續擴展和推進公司業務外，還致力將辣椒仔的品牌推廣為烹飪界中的世界級品牌。
愛德華·“奈德”·麥克漢尼·西蒙斯（Edward “Ned” McIlhenny Simmons）在1985年接任負責公司的總裁兼行政總監數年，並保持當董事會主席直到他於2012年逝世。而第六任的保羅·C·P·麥克漢尼在1967年加入麥克漢尼公司，多年來在不同的部門工作，他致力於將TABASCO®品牌帶入生活的不同層面中，將品牌推銷到涵蓋到鹽瓶、圍裙、T裇、領帶，以至手錶及高爾夫球用品等。他於1998年就任總裁一職，直到2012年他接替已故的愛德華成為董事會主席，他於2013年初去世。
保羅的表弟安東尼·“東尼”·西蒙斯（Anthony “Tony” Simmons）於2012年成為現任（第七任）該公司的總裁及董事會主席至今。作為麥克漢尼家族後人，他一直努力保持這家族業務的傳統風格。

## 品牌名稱
塔巴斯科辣椒醬因主要材料是塔巴斯科變種小米辣椒，故此在產品面世時，以這種辣椒的原產地墨西哥塔巴斯科州命名。即使現今用以製成塔巴斯科辣椒醬的小米辣都以艾瑞弗島上的農場種植，「塔巴斯科」（TABASCO®）已經成為註冊商標。

### 其他地區
在香港﹑澳門等地區，人們普遍將塔巴斯科辣椒醬稱為「辣椒仔辣汁」。由於這種辣椒醬是20世紀的舶來貨，最初只有高檔次的西餐廳進口這種辣椒醬來煮西餐，為了在香港開拓零售市場，進口商在1960年代將「TABASCO」翻譯為「調味斯高」，並且刊登廣告向香港市民推銷這種美國貨，到1970年代香港經濟起飛，港式西餐廳冒起，有部份店主為了提升餐廳的層次，也採用TABASCO辣椒醬作為調味料和蘸汁，有的更把小瓶裝的TABASCO辣椒醬放在餐桌上供客人隨意使用，這種辣椒醬因而在香港普遍起來，但是「調味斯高」的譯名並未因此普及。對於教育水平較高的階層，通常都能直接說出“TABASCO”的英文品牌名稱，中文譯名並不重要，可是當不同階層都使用這種辣椒醬，又不知悉進口商的「調味斯高」譯名，英語水平不高的華人便另行為這款辣椒醬命名。
關於以「辣椒仔辣汁」來稱呼這種辣椒醬的起源，說法主要有兩個：
1. 由於此辣椒醬的主要材料小米辣是一種體型細小的辣椒，所以人們稱之為「辣椒仔」，「仔」字在香港有形容細小之意；
2. 由於西餐廳放置在餐桌上，供客人佐膳的TABASCO辣椒醬，多數是容量60毫升、樽身高約15公分的小瓶裝，其古龍水樽造型尤其精緻，故此食客多數稱這種盛於小玻璃樽內的辣味醬汁為「辣椒仔」，縱使TABASCO辣椒醬的商標並沒有辣椒的圖像。

隨著「辣椒仔辣汁」在香港普及，取代了「調味斯高」的原譯名，進口商也使用「辣椒仔」作宣傳，现在“辣椒仔”是中国地區对此辣椒醬的注册商标名。

## 製作
最初的塔巴斯科辣椒醬是，加入艾弗里島的礦物鹽，這糊狀物會放置在陶罐或琵琶桶裡變陳約30天，然後再混合法國白醋，再將混合物再變陳多30天以上。壓榨出來的辣椒醬汁以機器注入容器內，最後以木塞及綠蠟密封。其容器的設計也很講究，由於這種辣椒醬汁辣味較濃，他們研究到把塔巴斯辣椒醬汁灑在食物上，比起倒出大量辣椒汁的方法，更能帶出更佳的食味。故此，他們發明了以類似古龍水樽般的樽口，讓辣椒醬汁只能一滴一滴灑出來。
现在的辣椒是在艾弗里島上育种，运到国外（主要是拉丁美洲）的種植場种植，以便保证总产量及其稳定性。用比色卡确认成熟的辣椒经过手工采摘，加入礦盐做成糊再送回艾弗里島的基地。辣椒糊装进原用于威士忌的白橡木琵琶桶里，以長達三年的時間將之變陳，之后再加入蒸馏酒制白醋混合一个月成酱。
塔巴斯科牌也做过特别版的辣椒酱。其中一种是用陳了长达八年的辣椒糊，配以葡萄酒醋。另一种是2018年的150周年“钻石限量版”，使用的是陳了长达十五年的辣椒糊，配以带气泡的白葡萄酒醋。

## 種類與辣度

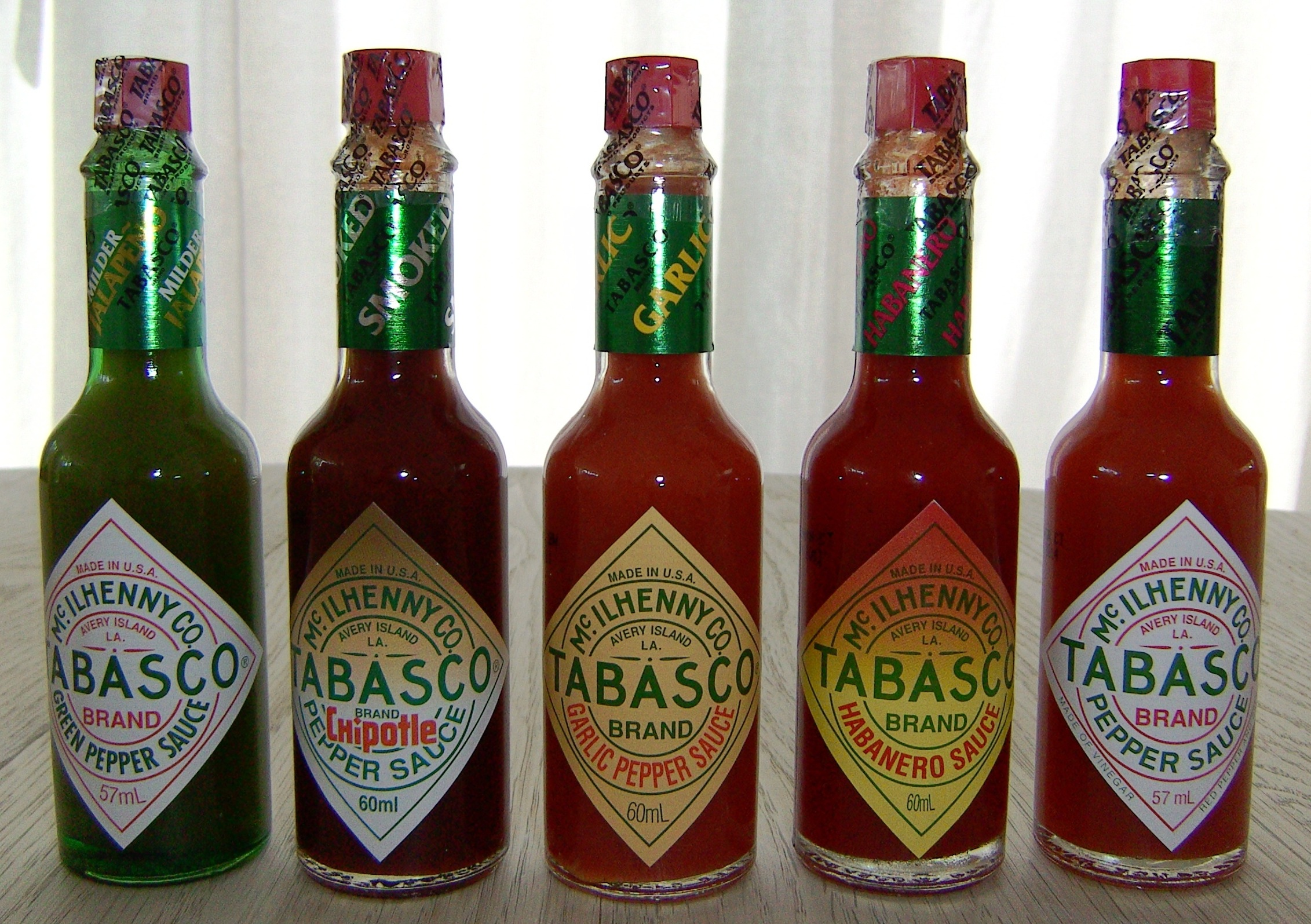
五款塔巴斯科辣椒醬（圖左至右）綠墨西哥辣椒醬﹑煙燻綠墨西哥辣椒醬﹑蒜蓉辣椒醬﹑哈瓦那辣椒醬﹑紅色原味塔巴斯科辣椒醬

從首樽辣椒醬汁的生產和發售，經歷百多年來的研發，及至2011年，共有七款。各具獨特口味的塔巴斯科辣椒醬在市面上流通，其選用材料不同，從而生產出不同辣度的辣椒醬汁（辣度由100SHU至超過7,000SHU不等）
在2012年6月，麦克汉尼公司推出嶄新的口味——樹莓煙燻綠墨西哥辣椒醬。它打破了一般TABASCO®品牌辣椒醬以辣椒為主導材料，改以樹莓果漿配合墨西哥煙燻乾椒，辣度比煙燻綠墨西哥辣椒醬少百分之五十。不過，有報道指這款創新口味過份偏離了塔巴斯哥辣椒醬的風味。
另外，TABASCO还生产是拉差辣椒醬，并在其中添加原味塔巴斯科辣椒醬。
| 款式                                              | 主要材料 | 辣度（SHU）   | 醬料特色                                       |
| ------------------------------------------------- | --- | ------------- | ---------------------------------------------- |
| 紅色原味塔巴斯科辣椒醬 (Original Red Sauce)       | 塔巴斯科小米椒﹑礦物鹽﹑純正醋 | 2,500 – 5,000 | 最正宗口味的塔巴斯科辣椒醬，逾140歷史          |
| 綠墨西哥辣椒醬 (Green Jalapeño Pepper Sauce)      | 蒸餾醋﹑墨西哥辣椒﹑水﹑鹽﹑玉米澱粉﹑黃原膠﹑抗壞血酸 | 600 – 1,200   | 墨西哥辣椒給予獨特的青色較溫和的辣度           |
| 煙燻綠墨西哥辣椒醬 (Chipotle Sauce)               | 煙燻墨西哥乾椒﹑蒸餾醋﹑水﹑鹽﹑糖﹑洋蔥粉﹑蒜蓉粉﹑各種香料及TABASCO®品牌辣椒漿（包含蒸餾醋﹑紅辣椒﹑鹽）                                                                 | 1,500 – 2,500 | 濃郁煙燻味道，醬汁稀稠度適中而滑               |
| 水牛城風味辣椒醬 (Buffalo Style Sauce)            | 紅色卡宴辣椒﹑蒸餾醋﹑水﹑鹽﹑蒜 | 300 – 900     | 辣度溫和                                       |
| 哈瓦那辣椒醬 (Habanero Sauce)                     | 蒸餾醋﹑哈瓦那辣椒﹑蔗糖﹑TABASCO®品牌辣椒漿（包含蒸餾醋﹑紅辣椒﹑鹽）﹑鹽﹑芒果醬﹑脫水洋蔥﹑香蕉醬﹑番茄膏﹑羅望子醬﹑木瓜醬﹑蒜﹑TABASCO®醃製辣椒（包含陳年紅辣椒﹑鹽） | 7,000以上     | 辣度最高的塔巴斯科辣椒醬，充滿加勒比海熱辣風情 |
| 蒜蓉辣椒醬 (Garlic Pepper Sauce)                  | 卡宴辣椒﹑塔巴斯哥辣椒﹑紅色墨西哥辣椒﹑蒸餾醋﹑水﹑鹽及蒜 | 1,200 – 2,400 | 多種辣椒混合蒜頭而調出辛辣味道                 |
| 甜酸辣椒醬 (SWEET & Spicy Sauce)                  | 高果糖玉米糖漿﹑紅辣椒﹑糖﹑蒸餾醋﹑濃縮梨汁﹑蒜﹑水﹑蔥﹑TABASCO®品牌辣椒漿（包含蒸餾醋﹑紅辣椒﹑鹽）﹑薑﹑鹽﹑黃原膠和香料                                               | 100 – 600     | 豐富東南亞的甜酸辣風味                         |
|                                                   | |               |                                                |
| 樹莓煙燻綠墨西哥辣椒醬 (Raspberry Chipotle Sauce) | 樹莓果漿﹑煙燻墨西哥乾椒﹑蒸餾醋﹑水﹑鹽﹑糖﹑洋蔥粉﹑蒜蓉粉﹑各種香料及TABASCO®品牌辣椒漿（包含蒸餾醋﹑紅辣椒﹑鹽）                                                       | 約750         | 創新地結合甜與煙燻的冶味                       |

## 料理
雞尾酒「血腥瑪麗」（Bloody Mary）就常使用塔巴斯科辣醬作為原料。
美軍的MRE口糧也會隨附塔巴斯科辣椒醬。

## 相關链接
- 官方网站 （页面存档备份，存于）
- Most Tabasco Sauce Drunk In 30 Seconds （页面存档备份，存于）